# Elaver implicata
Elaver implicata är en spindelart som först beskrevs av Willis J. Gertsch 1941.  Elaver implicata ingår i släktet Elaver och familjen säckspindlar. Inga underarter finns listade i Catalogue of Life.